# Président de la république de Namibie
Le président de la république de Namibie (en anglais : President of the Republic of Namibia) est le chef d'État et de gouvernement de la Namibie. En sa qualité de président, il est également le commandant en chef de la force de défense du pays. 
La fonction est créée lors de l'indépendance du pays vis-à-vis de l'Afrique du Sud, le 21 mars 1990. Le président est élu au scrutin uninominal majoritaire à deux tours pour un mandat de cinq ans renouvelable une seule fois depuis la révision constitutionnelle de 1999.
L'actuelle titulaire de la fonction est Netumbo Nandi-Ndaitwah depuis le 21 mars 2025.

## Système électoral
Le président de la Namibie est élu au scrutin uninominal majoritaire à deux tours pour un mandat de cinq ans, renouvelable une seule fois depuis la révision constitutionnelle de 1999.
La Namibie utilise un système de vote entièrement électronique, les électeurs choisissant leur candidat sur une machine à voter après avoir présenté leur carte électorale biométrique. Le système, validé par un jugement de la Cour Suprême, est critiqué par l'opposition pour son absence totale de bulletins papier, jugée susceptible de favoriser la fraude électorale.

## Succession présidentielle
Selon l'article 34 de la Constitution de la Namibie, en cas de vacance de la présidence ou d'empêchement du président d'exercer ses fonctions, c'est le vice-président de la République qui est en première position pour assurer l'intérim ou, le cas échéant, succéder au président et terminer le mandat en cours. En cas d'incapacité du vice-président, la succession s'opère d'abord par le Premier ministre, puis le vice-Premier ministre et enfin une personne nommée par le Cabinet.

## Liste des titulaires
| N° | Portrait               | Titulaire (Naissance-mort)           | Élection       | Mandat         | Mandat                            | Mandat                     | Parti politique | Parti politique |
| N° | Portrait               | Titulaire (Naissance-mort)           | Élection       | Début          | Fin                               | Durée                      | Parti politique | Parti politique |
| -- | ---------------------- | ------------------------------------ | -------------- | -------------- | --------------------------------- | -------------------------- | --------------- | --------------- |
| 1  | Sam Nujoma             | Sam Nujoma (1929-2025)               | 1989 1994 1999 | 21 mars 1990   | 21 mars 2005                      | 15 ans                     |                 | SWAPO           |
| 2  | Hifikepunye Pohamba    | Hifikepunye Pohamba (né en 1935)     | 2004 2009      | 21 mars 2005   | 21 mars 2015                      | 10 ans                     |                 | SWAPO           |
| 3  | Hage Geingob           | Hage Geingob (1941-2024)             | 2014 2019      | 21 mars 2015   | 4 février 2024 (mort en fonction) | 8 ans, 10 mois et 14 jours |                 | SWAPO           |
| 4  | Nangolo Mbumba         | Nangolo Mbumba (né en 1941)          | —              | 4 février 2024 | 21 mars 2025                      | 1 an, 1 mois et 17 jours   |                 | SWAPO           |
| 5  | Netumbo Nandi-Ndaitwah | Netumbo Nandi-Ndaitwah (née en 1952) | 2024           | 21 mars 2025   | en cours                          | 7 jours                    |                 | SWAPO           |